# 110288 Libai
110288 Libai este un asteroid din centura principală de asteroizi.

## Descriere
110288 Libai este un asteroid din centura principală de asteroizi. A fost descoperit pe 23 septembrie 2001 la Observatorul Desert Eagle de William Kwong Yu Yeung. Asteroidul prezintă o orbită caracterizată de o semiaxă mare de 2,38 ua, o excentricitate de 0,21 și o înclinație de 2,9° în raport cu ecliptica.